# Thouars-sur-Garonne
Thouars-sur-Garonne település Franciaországban, Lot-et-Garonne megyében. Lakosainak száma 225 fő (2022. január 1.). Thouars-sur-Garonne Aiguillon, Vianne, Buzet-sur-Baïse, Feugarolles és Port-Sainte-Marie községekkel határos.

## Népesség
A település népessége az elmúlt években az alábbi módon változott:
| Lakosok száma | 230  | 191  | 194  | 193  | 212  | 209  | 218  | 222  | 223  | 225  |
|               | 1968 | 1982 | 1990 | 2006 | 2013 | 2015 | 2017 | 2019 | 2020 | 2022 |